# Paul Häberlin
Pour les articles homonymes, voir Häberlin.
Paul Häberlin, né à Kesswil le 17 février 1878 et décédé à Bâle le 29 septembre 1960, est un philosophe, théologien et pédagogue suisse.